# Монгоры
Монгоры, ту, устар. широнголы (кит. трад. 土族, пиньинь Tǔ Zú; самоназвание — хор, мэнгулэ, мэнгуэр кунь и др.) — один из монгольских народов. Также известны как белые монголы (цагаан монгол).

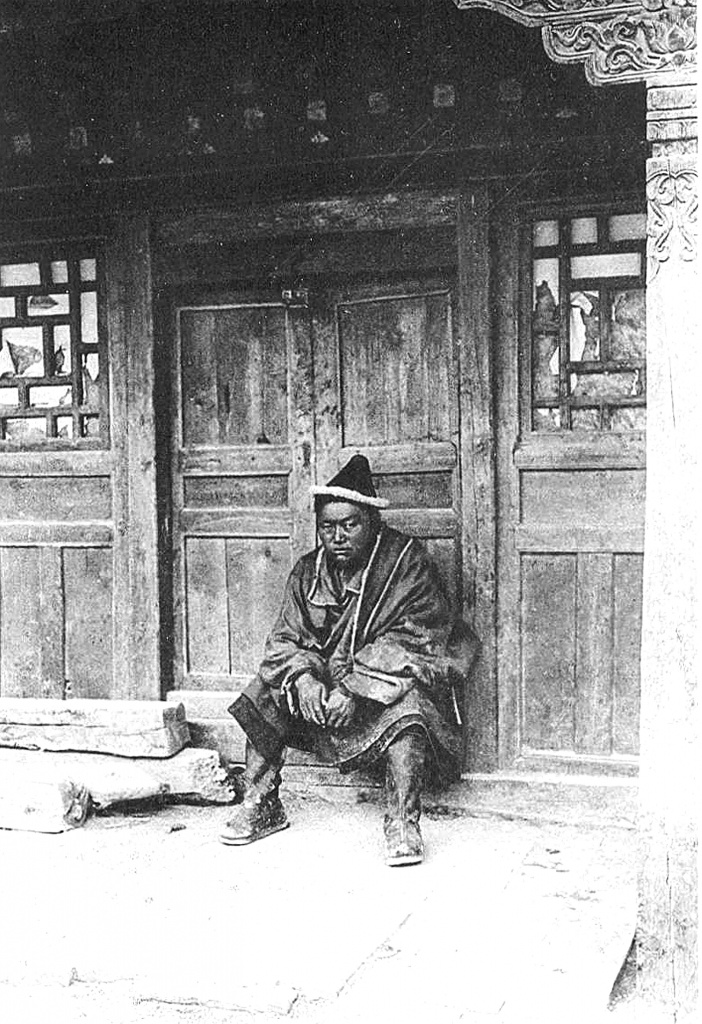
Монгор. Фото 1901 г.

Входят в 56 официально признанных национальностей Китая. Проживают в провинциях Цинхай и Ганьсу. Численность — 241 198 человек (2000, перепись).

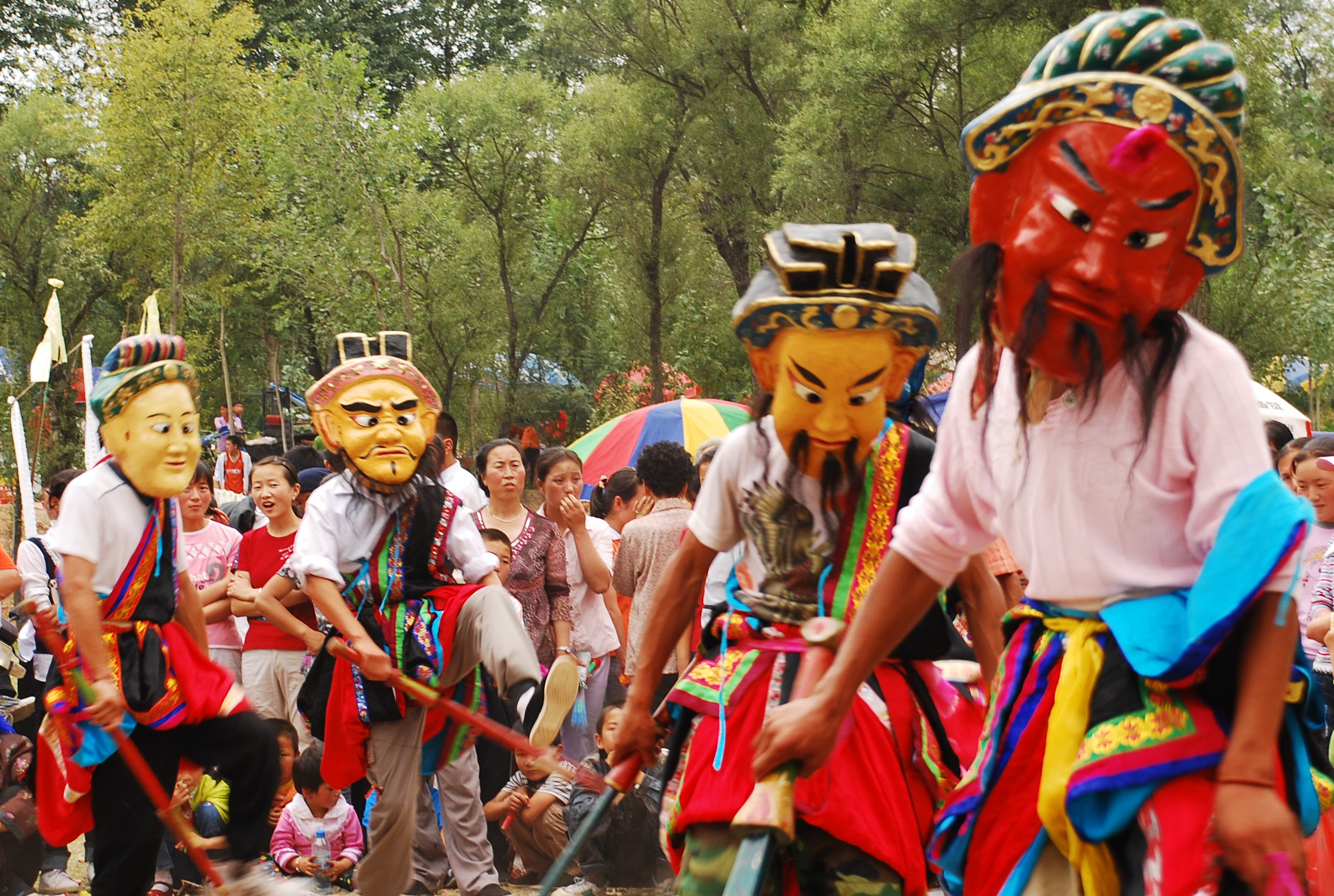
Монгорский танец в масках

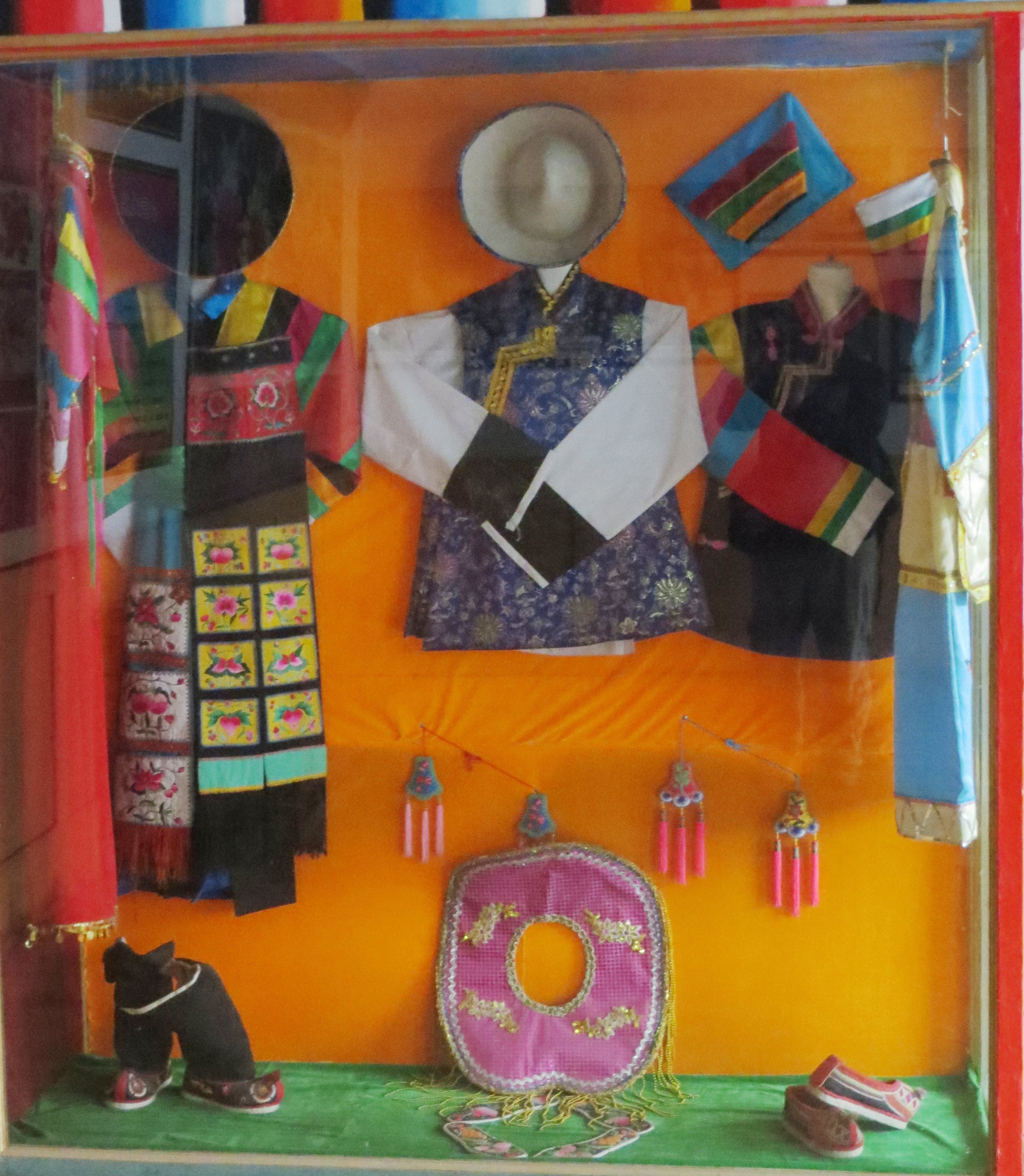
Национальная одежда монгоров

Монгорский язык имеет два диалекта: хучжуский с заметным влиянием тибетского языка и миньхэский — с влиянием китайского.
В 312 году в Цинхае сложилось сяньбийское, или монгорское, государство Тогон, которое просуществовало до 663 года, когда было завоевано тибетцами.

## Культура
Основное традиционное занятие — земледелие, подсобные — скотоводство, охота, рыболовство. Туйцы обладают талантом к пению и танцам. Везде, где они проживают, можно услышать баллады с прекрасными мелодиями, а также устные сказания с волнующими сюжетами. Раз в год проводится традиционный праздник пения баллад, и тогда певцы, юноши и девушки собираются отовсюду вместе и поют.
Народные песни туйцев : цзяцу и йецу. Цзяцу обычно поются дома. К этой группе принадлежат песни-посвящения, песни вопросов и ответов, а также свадебные песни. Песни йецу называют также «цветочными» и «юношескими». Многие из таких песен повествуют о любви и дружбе. «Цветочные» песни отличаются разнообразием звучания и резкими ритмическими подъёмами и спадами. Последний звук обычно длится долго и производит на слушателей глубокое и продолжительное впечатление. Национальные танцы: аньчжао, свадебный, хуэйшоу и танец в масках. Такие танцы в масках, как «Убийство генерала» и чжуаньцзяци, показывают героизм предков народа ту.

## Обычаи и пища
Мужчины и женщины любят рубашки с яркой вышивкой. Сверху мужчины надевают халаты с поясами. Головной убор — шапочка из войлока с кантом из парчи. Женщины носят кофты с яркими рукавами, пошитыми из пяти разных тканей, и чёрные безрукавки. Такие безрукавки служат признаком официального стиля одежды. Раньше все причёски были строго ограничены семью-восемью разновидностями, но во время режима Гоминьдан перед образованием Китайской Народной Республики в 1949 году этот обычай был упразднён. Сегодня модной среди туйских женщин считается простая причёска с парчово-войлочной шапочкой.
Процесс заключения брака: приглашение свахи, помолвка, преподношение свадебных подарков, приём невесты, отсылка невесты, свадьба и посвящённый ей обед. Когда молодой человек влюбляется в девушку, он просит сваху принести хада — две бутылки вина и испечённый на пару хлеб, чтобы сделать предложение. Если девушка согласна, она кладёт в бутылку цинькэ и пшеницу, а к самой бутылке привязывает клочок белой шерсти; если нет, она возвращает дары.
Верования — смесь тибетского буддизма, шаманства, даосизма. В конце династии Юань многие туйцы приняли буддизм, но и теперь существуют остатки шаманизма.
Продукты питания: картофель, пшеница, цинькэ 青稞 ("тибетский ячмень"). Хлеб, лапшу и разнообразные праздничные пироги готовят на пару. Ту едят мясо, любят молочный чай и вино из пшеницы. Когда наступает праздник лодок-драконов, туйцы пекут лунный пирог. Таким образом туйцы хотят оказать почтение луне. Также туйцы любят молочный чай, мясо, которое нужно есть руками, и зажаренную в масле лапшу. Нравятся им и алкогольные напитки. Каждая семья варит какой-нибудь вид вина из цинькэ, которое называется «миньчжан». По традиции, когда произносятся тосты в честь гостей, к винной бутылке привязывают клочок шерсти. Эта традиция восходит к обычаю кочевников.